# Parabrimus ruficornis
Parabrimus ruficornis är en skalbaggsart som beskrevs av Stefan von Breuning 1981. Parabrimus ruficornis ingår i släktet Parabrimus och familjen långhorningar. Inga underarter finns listade i Catalogue of Life.